# Secrétariat au Développement agraire, territorial et urbain du Mexique
Le Secrétariat au Développement Agraire, Territorial et Urbain du Mexique est membre du Cabinet du président du Mexique, abrégé « SEDATU »

## Liste des secrétaires
| - Gouvernement Luis Echeverría - (1975 - 1975) : Augusto Gómez Villanueva - (1975 - 1976) : Félix Barra García - Gouvernement José López Portillo - (1976 - 1978) : Jorge Rojo Lugo - (1978 - 1980) : Antonio Toledo Corro - (1980 - 1981) : Jorge García Paniagua - (1981 - 1982) : Gustavo Carvajal Moreno - Gouvernement Miguel de la Madrid - (1982 - 1986) : Luis Martínez Villicaña - (1986 - 1988) : Rafael Rodríguez Barrera - Gouvernement Carlos Salinas de Gortari - (1988 - 1994) : Víctor Cervera Pacheco - Gouvernement Ernesto Zedillo - (1994 - 1995) : Miguel Limón Rojas - (1995 - 1999) : Arturo Warman Gryj - (1999 - 2000) : Eduardo Robledo Rincón - Gouvernement Vicente Fox - (2000 - 2003) : María Teresa Herrera Tello - (2003 - 2006) : Florencio Salazar Adame - (2006) : Abelardo Escobar Prieto - Gouvernement Felipe Calderón - (2006 - 2012) : Abelardo Escobar Prieto - Gouvernement Enrique Peña Nieto - (2012 - 2015) : Jorge Carlos Ramírez Marín - (2015) : Jesús Murillo Karam - (2015 - 2018) : Rosario Robles - Gouvernement Andrés Manuel López Obrador - (2018 - 2024) : Román Meyer Falcón - Gouvernement Claudia Sheinbaum - (depuis 2024) : Edna Elena Vega Rangel |